# Rafael Ábalos
Rafael Ábalos Nuevo (n. Archidona, Málaga, 12 de octubre de 1956) es un abogado y escritor español conocido principalmente por su novela Grimpow, el camino invisible, obra que vendió en español más de 150 000 ejemplares y que se tradujo a veinticinco idiomas.

## Biografía
Nace el 12 de octubre de 1956, en la localidad española de Archidona, en la provincia de Málaga. Se licencia en Derecho en la Universidad de Granada.
Desde 1984, vive en Fuengirola  donde ejerce como abogado además de ser docente de la Escuela de Práctica Jurídica de la Facultad de Derecho de la Universidad de Málaga.

## Obra
En el año 2000, publica su primera obra: Bufo soñador en la galaxia de la tristeza, novela de aventura y fantasía. Le sigue El visitante del laberinto en 2001, novela de aventuras orientada a un público juvenil y de ambientación medieval. Ambas obras son publicadas originalmente por la Editorial Debate y son reeditadas bajo el sello editorial Montena de Random House Mondadori.
En 2005, publica Grimpow, el camino invisible, obra con más de 150 000 copias vendidas en español, traducida a veinticinco idiomas y elegida como «Libro notable de 2008» por la Internacional Reading Association Children’s Book Award además de ser distinguida con el Premio de Narrativa "El público" 2005 que otorga la radio televisión de Andalucía y Libro Juvenil del año 2007 en Holanda.
En 2007, publica Kôt, thriller que desarrolla tres historias, en un principio inconexas, en una única trama ambientada en la actual Nueva York. Acerca de esta obra, su autor declara que intenta «fusionar el género de la novela juvenil con el de la novela adulta».
Grimpow y la bruja de la estirpe es editado en 2009, secuela de su obra más exitosa, donde se muestra a un protagonista más «maduro y resolutivo» de acuerdo a Ábalos.
Poliedrum, libro editado en 2009, fue galardonado en la primera edición del premio de literatura juvenil As de Picas.